# Darkness Dynamite
Darkness Dynamite ist eine französische Metalcore-Band aus Paris, die im Jahre 2006 gegründet wurde und zurzeit bei Metal Blade Records unter Vertrag steht.

## Geschichte
Nach dem Erfolg ihrer Debüt-EP Through the Ashes of the Wolves, und  Konzerten mit Korn, Sevendust, The Chariot, Becoming the Archetype, Bring Me the Horizon, Architects, Blessed by a Broken Heart, Inhatred, Maroon und Job for a Cowboy, begannen  Darkness  Dynamite mit der Produktion ihres ersten Albums. Stephane Buriez, ehemaliger Sänger von Loudblast und Produzent kontaktierte die Band und produzierte ihr nächstes Album. Mit dem neuen Sänger, Junior Rodriguez (Sublime Cadaveric Decomposition, Inhatred) und einen neuen Schlagzeuger, Julien Granger (ex-Vier Fragezeichen, Today Is The Day), wurde die Band aggressiver und reifer, als bei früheren Kompositionen. The Astonishing Fury of Mankind wurde veröffentlicht am 6. Juni 2009. Danach erfolgte  eine Tournee in  Europa und Amerika, um ihr neues Album zu verkaufen.

## Mitglieder

### Aktuelle Mitglieder
- Junior Rodriguez – Gesang – seit Juni 2008
- Nelson Martins – Gitarre – Januar 2007
- Zack Larbi – Gitarre – Juni 2006
- Christophe De Oliveira – Bass – seit Juni 2006
- Vincent Wallois – Schlagzeug – seit Oktober 2010

### Ehemalige Mitglieder
- Nicolas Sarrouy – Gitarre (Mass Hysteria) – Juni 2006 bis Januar 2007
- Eddie Czaicki – Gesang – Juni 2006 bis Juni 2008
- Julien Granger – Schlagzeug – Januar 2009 bis Juni 2010
- Desmonts Alexander – Schlagzeug – Juni 2006 bis Januar 2009

## Diskografie
- 2006: Darkness Dynamite (EP)
- 2007: Through the Ashes of the Wolves (EP)
- 2009: The Astonishing Fury of Mankind (LP)
- 2013: Under The Painted Sky (LP)